# Heinz Inniger
Heinz Inniger (* 18. Dezember 1980 in Frutigen) ist ein Schweizer Snowboarder.
Er fährt seit 2001 im Snowboard-Weltcup und erreichte bisher 4 Weltcupsiege. In der Saison 2004/05 kam er im Gesamtweltcup auf den 4. Rang. 2006 hat er an den Olympischen Winterspielen von Turin teilgenommen und klassierte sich auf dem 5. Rang im Parallel-Riesenslalom. Bei der Snowboard-Weltmeisterschaft 2007 in Arosa gewann er in derselben Disziplin die Bronzemedaille. Im März 2009 wurde er Vizeschweizermeister.
Heinz Inniger ist gelernter Bäcker und Konditor. Er lebt in Reichenbach im Berner Oberland.